# .tt
.tt es el dominio de nivel superior geográfico (ccTLD) en el Sistema de nombres de dominio de Internet para Trinidad y Tobago.
El Centro de Información de la Red de Trinidad y Tobago (TTNIC) permite el registro bajo tt para dominio de segundo nivel, y para los dominios de tercer nivel bajo los siguientes dominios: co.tt, com.tt, org.tt, net.tt, biz.tt, info.tt, pro.tt, int.tt, coop.tt, jobs. tt, mobi.tt, travel.tt, museum.tt, aero.tt, tel.tt y name.tt. El registro de los dominios mencionados no está restringido y el registro no requiere que los solicitantes tengan una presencia física en Trinidad y Tobago. Sin embargo, a los solicitantes con una dirección extranjera se les cobra el doble.
Además, existe mil.tt, restringido a las entidades del Ejército de Trinidad y Tobago, edu.tt es un registro para las instituciones educativas de Trinidad y Tobago, y gov.tt reservado para los organismos del gobierno.
Entre los hackers de dominios que utilizan .tt se encuentran db.tt, ift.tt y mi.tt, acortadores de URLs utilizados por Dropbox, IFTTT y la campaña presidencial de 2012 en EE. UU de Mitt Romney, respectivamente.